# Mocejón
Mocejón è un comune spagnolo di 4 874 abitanti situato nella comunità autonoma di Castiglia-La Mancia.